# 松富重夫

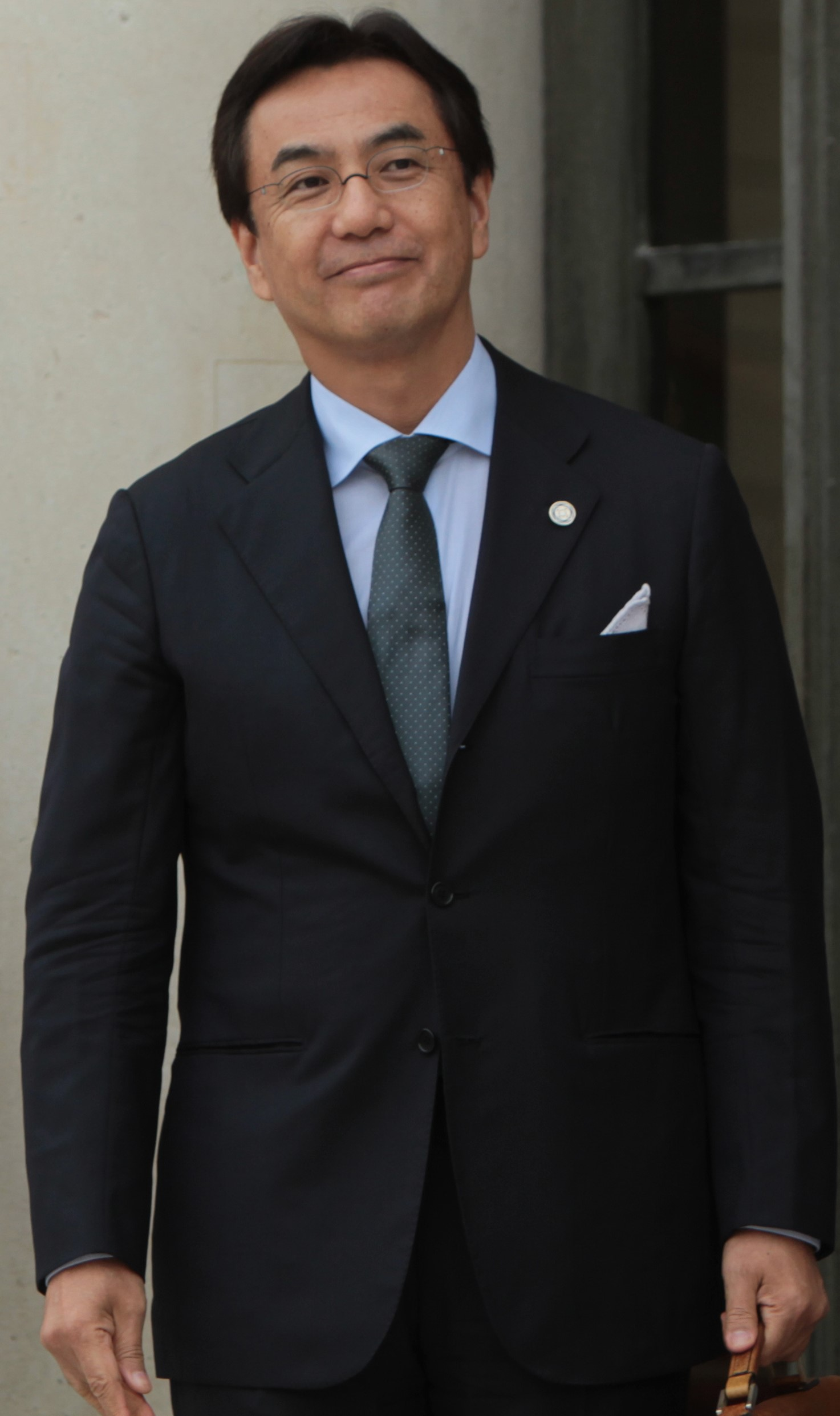
2011年9月

松富 重夫（まつとみ しげお、1955年10月19日 - ）は、日本の外交官。駐イスラエル特命全権大使、駐ポーランド特命全権大使を務めた。

## 経歴・人物
兵庫県出身。甲陽学院中学校・高等学校（55回）を経て、外務公務員採用上級試験に合格。1978年東京大学法学部卒業後、外務省へ入省。在パキスタン日本国大使館、在アメリカ合衆国日本国大使館一等書記官(経済担当)、在ニュージーランド日本国大使館を経て、1995年1月に外務省アジア局南東アジア第一課長、1997年7月に外務省経済局開発途上地域課長、2001年3月に在トルコ日本国大使館参事官（公使）、2002年9月に経済協力開発機構日本政府代表部公使。
外務省大臣官房参事官、外務省国際情報局参事官を経て、2008年7月に外務省大臣官房総括審議官、2010年に中東アフリカ局長に就任。2012年9月に国際情報統括官に就任。
2014年（平成26年）7月からイスラエル駐箚特命全権大使。中東アフリカ局長などの経験を生かし、大局的・長期的・中東全体の未来を見据えながら仕事にあたっている。2015年1月の安倍内閣総理大臣のイスラエル国訪問では、日本とイスラエルとの絆を太くし、経済的関係や情報関係での緊密な協力関係を築くという成果を上げている。
2015年のISILによる日本人拘束事件では、イスラエル訪問中の安倍晋三総理大臣がイスラエルの国旗を前にISILを批判する映像が放送され、物議を醸した。この件に関して、大使の責任が問われるとの指摘もなされていたが、年明けの2016年1月12日に、駐ポーランド特命全権大使へ異動となった。2018年外務省退官、国際研修協力機構常務理事兼国際部長。
私生活では1999年に離婚。写真週刊誌で交際が報じられていたアナウンサーの有村かおりと、2001年に再婚。

## 同期
- 宮家邦彦（キヤノングローバル戦略研究所研究主幹、立命館大学客員教授）
- 新井勉（13年駐カメルーン大使）
- 小井沼紀芳（13年駐ザンビア大使）
- 大嶋英一（12年駐フィジー大使）
- 辻優（13年駐オランダ大使・12年駐クロアチア大使）
- 水上正史（12年駐アルゼンチン大使・10年外務省中南米局長）
- 菅沼健一（12年駐ブルネイ大使・09年駐ジュネーブ日本政府代表部大使）
- 猪俣弘司（13年駐パキスタン大使・10年駐サンフランシスコ総領事）
- 貝谷俊男（13年駐グルジア大使）
- 二石昌人（13年駐ブルキナファソ大使）
- 篠原守（13年駐コスタリカ大使）
- 岡田憲治（16年駐ベネズエラ大使）
- 梅田邦夫（14年駐ブラジル大使）
- 草賀純男（13年ニューヨーク総領事）
- 軽部洋（16年駐コンゴ民主共和国大使）